# Mavis Danso
Mavis Danso (* 24. März 1984) ist eine ehemalige ghanaische Fußballspielerin.

## Karriere
Danso kam während ihrer Vereinskarriere für die Ghatel Ladies of Accra (2003) und das Chicagoer Robert Morris College (2004–2007) zum Einsatz.
Die 155 cm große Abwehrspielerin nahm mit der ghanaischen Nationalmannschaft („Black Queens“) an den Weltmeisterschaften 2003 und 2007 teil und bestritt dabei sechs Partien. Außerdem stand sie bei den Afrikameisterschaften 2002 und 2006 im Kader der Black Queens. Ende September 2007 hatte Danso acht Länderspiele bestritten.